# 伊織いお
伊織 いお（いおり いお、1998年8月13日 - ）は、日本のグラビアアイドル、コスプレイヤー。ゼロイチファミリア所属。神奈川県出身。
2020年4月から12月まで芸能活動と並行して建築系の会社で働いていた。

## 来歴
- 2018年の春から活動を始める[5]。
- 2019年7月、竹書房『月刊キスカ』にて初表紙を飾る。
- 2019年7月に発売された『ミルキー・グラマー』から本格的なグラビア活動をスタート[6]。
- 2019年12月、「グラビア・オブ・ザ・イヤー2019」（主催：キネマ旬報社）にて、優秀賞に選出される[7][8]。
- 2019年12月26日、アイドル専門ウェブサイト「東京Lily」がユーザーの投票を元に「あなたが選ぶ2019年MVP」の結果発表を行い、「【2019年 MVP】」、「【2019年 巨乳アイドル賞】第2位」、「【2019年 美尻アイドル賞】」を受賞した[9]。
- 2020年5月、YouTube公式チャンネル開設[10]。
- 2020年6月、週刊プレイボーイ発表「雨宿りしたい次世代下乳番付」で東の横綱に選出[11]。
- 2020年7月12日、アイドル専門ウェブサイト「東京Lily」が、ユーザーの投票を元に「あなたが選ぶ2020年上半期MVP」の結果発表を行い、「【2020年上半期巨乳アイドル賞】第3位」、「【2020年上半期美尻アイドル賞】第2位」、「【2020年下半期注目アイドル賞】第3位」を受賞した[12][13]。
- 2020年12月25日、アイドル専門ウェブサイト「東京Lily」が、ユーザーの投票を元に、「あなたが選ぶ2020年MVP」の結果発表を行い、「【2020年 巨乳アイドル賞】」を受賞した[14]。
- 2020年12月31日、社会人とグラビアアイドルの二刀流で活動していたが、自身のTwitter（現・X）にて「来年（2021年）は芸能一本にする予定です。」と報告した[15][注 2][4]。

## 人物
- 趣味はコスプレ[注 3]、読書[18]、ゲーム、テラリウム作り[2]。
- 特技は建設模型作り、アーク溶接、一人で話し続けれる[2]。
- 好物は犬、美少女、胡麻団子、馬刺し、お酒[19]、梅水晶、もつ鍋、ラーメン[動画 1]。
- 元々巨乳がコンプレックスであり、高校時代は男装して通学していた[17]。
- 高校卒業後、大学で建築造形を学んだが建築と無関係の授業に嫌気が差し1年で中退。建築関係の専門学校に入学し直し、卒業後の2020年4月から建築系の会社に就職。グラビアアイドルとして活動しながら会社員になったことについては「グラビアは一生続けられないし、だったら今まで学んできたことを生かした仕事に一度は就いてみたいって思った」と述べている[18][17][20]。
- 尊敬する人物は川崎あや[21]、気になるグラビアアイドルとして未梨一花を挙げている[22]。
- 母と姉がいる[18]。
- 座右の銘は、『死ぬこと以外かすり傷』[動画 2]。

## 作品

### イメージDVD
※太字タイトルは、BD版同時発売
- ミルキー・グラマー（2019年7月26日、竹書房）[23]
- Priority Body（2019年10月25日、イーネット・フロンティア）[24]
- いおのコト上から見るか下から見るか（2020年1月24日、イーネット・フロンティア）[25]
- いおりに恋して（2020年4月20日、ラインコミュニケーションズ）[26][27]
- いおりを愛して（2020年9月25日、イーネット・フロンティア）[28]
- いおりに萌（2021年3月24日、イーネット・フロンティア）[29]
- ぜんぶ伊織のせいだ。（2021年8月25日、イーネット・フロンティア）[30]
- 伊織は猫である（2021年12月22日、イーネット・フロンティア）[31]
- 僕の先生はJカップの二次元ボディー（2022年5月27日、竹書房）[32]
- Jクラスのオンナ（2023年12月28日、AiconiQ Pictures）
- いおはやっぱりイイオンナ（2025年8月10日、ラインコミュニケーションズ）[33]

### 動画配信
- 『必撮！まるごと☆伊織いお【完全版】』（2020年1月1日、アイロゴス、※DMM独占配信）
- 『必撮！まるごと☆伊織いお』（2020年1月31日、アイロゴス）

### VR
- 『【VR】伊織いおの揺れる身体を至近距離で見ていられる幸せ、そういう世界』（2020年9月4日、ファンタスティカ）
- 『【VR】伊織いおを独り占めできるボクだけの特権、そんな世界。』（2020年9月11日、ファンタスティカ）

### トレーディングカード
- 伊織いお ファースト・トレーディングカード（2020年3月28日、TICトレカ事務局）

## 出演

### 映画
- TURNING POINT（2022年4月9日 - 10日、エンタメイティブ株式会社） - 阿部優子 役[34]
- アキはハルとごはんを食べたい 2杯目!（2024年6月14日、クロックワークス）[35]

### 配信ドラマ
- すんドめ（2023年11月1日、全6話、ABEMA） - 月島エリー（コスプレ同好会会長）役[36]

### 舞台
- NIKKE THE STAGE（2024年6月6日 - 9日、こくみん共済 coop ホール/スペース・ゼロ） - ユニ 役[37]

## 出版

### 写真集
- ほどける。（2024年8月23日、双葉社、撮影：鈴木ゴータ）[38][39]

### デジタル写真集
- 『伊織いお「見る勇気ある？」（Bamboo e-Book）』（2019年7月26日、竹書房）
- 『伊織いお「泳ごうよ」（Bamboo e-Book）』（2019年7月26日、竹書房）
- 『伊織いお　グラ飯図鑑Plus』（2019年10月31日、KADOKAWA）
- 『OPEN HEART　伊織いお 必撮！まるごと☆』（2019年11月5日、アイロゴス、撮影：富田恭透）
- 『いおchance！　伊織いお 必撮！まるごと☆』（2019年12月1日、アイロゴス、撮影：富田恭透）
- 『EX大衆デジタル写真集：4　伊織いお「究極の二次元ボディ』（2020年1月16日、双葉社、撮影：YOROKOBI）
- 『悩殺爆弾　伊織いお 必撮！まるごと☆』（2020年1月25日、アイロゴス、撮影：富田恭透）
- 『先生のJカップ 伊織いお 必撮！まるごと☆』（2020年2月21日、アイロゴス、撮影：富田恭透）
- 『伊織いお ≪Digital Photobook≫ IOIO vol.1 全49カット』（2020年6月29日、ゼロイチファミリア、撮影：佐賀章広）※kindleストア限定
- 『伊織いお ≪Digital Photobook≫ IOIO vol.2 全49カット』（2020年6月29日、ゼロイチファミリア、撮影：佐賀章広）※kindleストア限定
- 『大容量279枚＋未公開カット収録 伊織いお BESTvol.1』（2020年8月31日、アイロゴス）

### 雑誌
- 「月刊キスカ」（2019年8月号、竹書房）
- 「週刊プレイボーイ」（2019年11月4日号（2019年10月21日発売）No.44、集英社）
- 「週刊プレイボーイ」（2020年6月22日号（2020年06月08日発売)）No.25、集英社）